# Synedoida seposita
Synedoida seposita là một loài bướm đêm trong họ Erebidae.